# Edward Morgan Forster
Edward Morgan Forster (1. ledna 1879, Londýn – 7. června 1970, Coventry) byl anglický prozaik, esejista a libretista. Je znám především díky svým ironickým a dějově dobře vystavěným románům, které se zabývaly společenskými tématy, jako byly třídní rozdíly, pokrytectví nebo postoje britské společnosti vůči problémům pohlaví a homosexuality na počátku 20. století.

## Dílo
- Kam se bojí vkročit andělé (Where Angels Fear to Tread) (1905)
- Nejdelší cesta (The Longest Journey) (1907)
- Pokoj s vyhlídkou (A Room With a View) (1908)
- Rodinné sídlo (Howards End) (1910)
- Cesta do Indie (A Passage to India) (1924) - autorovo nejznámější dílo
- Maurice (1971) - autor na knize pracoval mezi lety 1913 a 1914, ale vyšla až rok po jeho smrti

## Romány
Během života vyšlo Forsterovi pět románů. Šestý román byl Maurice, který se objevil krátce po jeho smrti, ačkoli byl napsán téměř o šedesát let dříve. Sedmý román, Polární léto (Arctic Summer) zůstal nedokončený.
Jeho první román, Kam se bojí vkročit andělé (Where Angels Fear to Tread, 1905) je příběhem mladé anglické vdovy jménem Lilia, jež se zamiluje do Itala. Její měšťáčtí příbuzní se jí následně snaží dostat zpět z Monteriana (místo inspirované městečkem San Gimignano). Úkol přivézt Lilii z Itálie připadne Philipu Herritonovi, jehož mise má některé společné rysy s příběhem Lamberta Strethera z románu Ambasadoři (The Ambassadors) od Henryho Jamese (tj. díla, které Forster poněkud nesouhlasně komentoval ve své knize Aspekty románu (Aspects of the Novel, 1927)). Román Kam se bojí vkročit andělé byl v roce 1991 zfilmován Charlesem Sturridgem.
Forster dále vydal román Nejdelší cesta (The Longest Journey, 1907), obrácený bildungsromán sledující příběh pohybově postiženého Rickieho Elliotta od studia v Cambridge přes snahu prorazit coby spisovatel a konečně po místo učitele a manželství s nepřitažlivou Agnes Pembrokovou. V řadě scén odehrávajících se na kopcích hrabství Wiltshire, ve kterých figuruje Rickieho divoký nevlastní bratr Stephen Wonham, se Forster snaží pracovat s tématem dokonalosti podobným způsobem jako Thomas Hardy a D. H. Lawrence.
Jeho třetí román, Pokoj s vyhlídkou (A Room with a View, 1908), je nejlehčím a nejoptimističtějším. Začal jej psát dříve než všechny ostatní, už v roce 1901, a jeho dřívější verze jsou známy pod jménem Lucy. V knize vystupuje mladá Lucy Honeychurchová, která společně se svou sestřenicí podnikne výlet do Itálie. Lucy si musí vybrat mezi volnomyšlenkářským George Emersonem a upjatým estétem Cecilem Vysem. Georgův otec, pan Emerson, v knize cituje myslitele, které Forstera ovlivnili, např. Samuela Butlera. Tento román je jeho nejčtenějším a nejpřístupnějším dílem, které zůstává populární i dlouho po prvním vydání. Pokoj s vyhlídkou byl zfilmován roku 1985 režisérem Jamesem Ivorym (produkce společnosti Merchant-Ivory). Tento úspěšný film mimo jiné obdržel tři Oscary.
Kam se bojí vkročit andělé a Pokoj s vyhlídkou jsou známy jako Forsterovy „Italské romány“. Obě díla odkazují na známé cestovní průvodce Baedeker a zabývají se fenoménem chování úzkoprsých, měšťáckých anglických turistů v zahraničí. Mnohé z témat popisovaných v románech jsou zpracovány i ve Forsterových povídkách, které vyšly v souborech The Celestial Omnibus a The Eternal Moment.
Rodinné sídlo (Howards End, 1910) je ambiciózní román zabývající se různorodými skupinami v prostředí edvardovské střední třídy: rodinou Schlegelů (představují typ bohémských intelektuálů), Wilcoxů (bezohlední plutokraté) a Bastů (ctižádostiví členové nižší střední třídy).
Často se podotýká, že postavy Forsterových románů umírají náhle. Týká se to knih Kam se bojí vkročit andělé, Rodinné sídlo a obzvláště Nejdelší cesty.
Největšího úspěchu dosáhl Forster románem Cesta do Indie (A Passage to India, 1924). Předmětem románu je vztah Východu a Západu viděný z indického pohledu v závěru období britské koloniální vlády. Forster zde propojuje rovinu osobních vztahů s rovinou koloniální politiky, a to prostřednictvím příběhu Angličanky Adely Questedové a Inda Dr. Azize, a co se mezi nimi mohlo odehrát v jeskyních Marabaru.
Román Maurice (1971) byl vydán posmrtně. Jedná se o příběh homosexuální lásky, který se rovněž vrací k motivům známým z Forsterových prvních tří románů (předměstí Londýna, zkušenost se studiem na Cambridge, divoká krajina Wiltshire). Román byl považován za kontroverzní (vzhledem k tomu, že Forsterova sexuální orientace předtím nebyla známa či veřejně přijata). Dnešní kritici pokračují v dohadech, jaký vliv měla Forsterova sexualita či dokonce jeho soukromé aktivity na jeho psaní.

## Klíčová témata
Těžištěm celé Forsterovy tvorby jsou jeho humanistické postoje. Ve svých dílech často zobrazuje úsilí o vztah a osobní propojení navzdory překážkám současné společnosti. Jeho humanistický náhled je vyjádřen v eseji Čemu věřím (What I Believe).
Forsterovy dva vůbec nejznámější romány, Cesta do Indie a Rodinné sídlo, zkoumají neslučitelnost třídních rozdílů. Pokoj s vyhlídkou rovněž ukazuje, jak problémy majetku a příslušnosti ke třídě komplikují lidské vztahy. Posmrtný román Maurice se zabývá možností třídního smíru coby jednoho aspektu či efektu homosexuálního vztahu.
Sexualita je dalším klíčovým tématem Forsterova díla. V průběhu jeho spisovatelské kariéry je možné vysledovat obecný posun od tématu lásky heterosexuální k homosexuální. Předmluva k románu Maurice popisuje jeho osobní boj s vlastní homosexualitou. Podobná témata rozpracovává i ve svazcích povídek. Forsterova otevřeně homosexuální díla, tj. román Maurice a soubor povídek The Life to Come, byly vydány až posmrtně.
Forster proslul užíváním symbolismu coby románové techniky, byl ale kritizován (např. přítelem Rogerem Fryem) kvůli tendencím k mysticismu. Příkladem užití symbolismu je strom jilm horský (wych elm) v románu Rodinné sídlo. Postava paní Wilcoxové v témže románu nebo postava paní Moorové v románu Cesta do Indie dále disponují mystickým propojením s minulostí a neobyčejnou schopností komunikovat se vzdálenými osobami.